# بوگنوکس
بوگنوکس (به فرانسوی: Beugneux) یک کمون در فرانسه است که در ان (ا-دو-فرانس) واقع شده‌است. بوگنوکس ۷٫۶۸ کیلومتر مربع مساحت دارد ۱۳۵ متر بالاتر از سطح دریا واقع شده‌است.